# Jacob Gijsbert Woertman

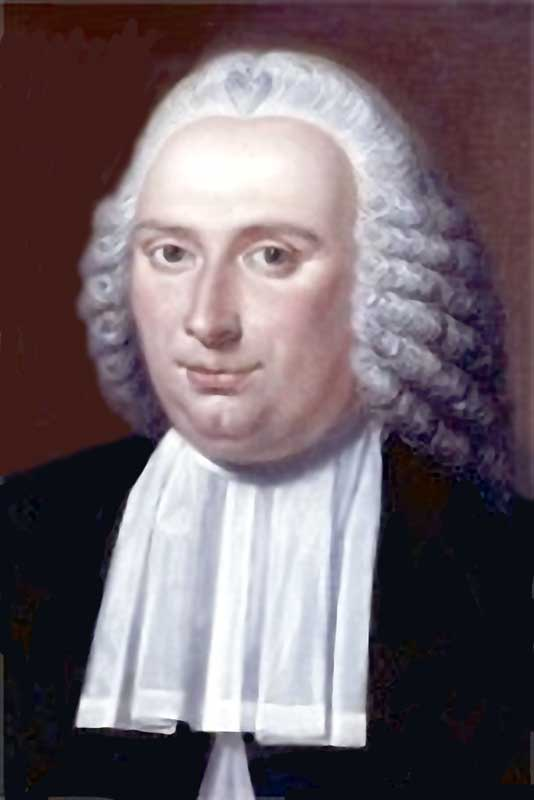
Jacob Gijsbert Woertman

Jacob Gijsbert Woertman (* 3. Dezember 1722 in Utrecht; † 27. Februar 1785 ebenda) war ein niederländischer Mediziner.

## Leben
Der Sohn des Jacob Woertman und der Magdalena van Diemersbroeck hatte sich unter dem Rektorat von Gisbert Matthias Elsner 1745 an der Universität Utrecht immatrikuliert und promovierte dort am 16. Dezember 1745 unter Johannes Oosterdijk Schacht mit der Abhandlung de bile, utilissimo chulopoiēseōs instrumento zum Doktor der Medizin. Anschließend bewährte er sich als Arzt und Chirurg in Utrecht in der medizinischen Praxis. Die Kuratoren der Utrechter Hochschule beriefen ihn am 26. Februar 1748 zum Professor der Anatomie und Chirurgie. Er trat die Stelle am 29. April 1748 mit der Rede De pulmonum mechanismo an. 
Nachdem er sich 1751/52 auch als Rektor der Alma Mater an den organisatorischen Aufgaben der Hochschule beteiligt hatte und dieses Amt am 20. März 1752 mit der Rede De proxima sede, quam anima in corpore humano occupat niedergelegt hatte, übernahm er zudem am 16. August 1756 den Lehrauftrag der Medizin. Diese Professur endete aber am 24. Januar 1760, als er Besitzer von Klein Zegel wurde. Am 16. August 1765 legte er die Professur der Anatomie und Chirurgie nieder.
Aus seiner 1751 mit Beatrix Verweij (1718–1753) geschlossenen Ehe ist der Sohn Johan Jacob Woertman bekannt.